# Zwangsarbeiterlager Möhnewiesen
Das Zwangsarbeiterlager Möhnewiesen in Neheim (heute Stadt Arnsberg) wurde 1942 errichtet. Dort waren zumeist Zwangsarbeiterinnen aus Osteuropa untergebracht. Am 17. Mai 1943 wurde das Lager durch die Flutwelle als Folge der Zerstörung der Möhnestaumauer völlig zerstört. Ein Großteil der Untergebrachten wurde während der Möhnekatastrophe getötet.

## Lager
Neheim war ein Zentrum der Metallindustrie. Während des Zweiten Weltkrieges produzierten die Unternehmen Rüstungsgüter oder andere kriegswichtige Produkte. Durch Einberufungen nahm die Zahl der einheimischen Arbeitskräfte ab. Insbesondere seit 1942 wurden vermehrt Zwangsarbeiterinnen und Zwangsarbeiter eingesetzt.
Anfangs wurden diese in privaten Unterkünften, in Gastwirtschaften oder direkt in den Fabriken untergebracht. Diese Unterkünfte reichten bald nicht mehr aus, so dass in den so genannten Möhnewiesen, also direkt am Fluss Möhne, ein großes Gemeinschaftslager für die Zwangsarbeiter einer ganzen Reihe Firmen entstand. Von dem Lager aus waren viele Firmen gut zu erreichen. Als Gemeinschaftsunternehmen zur Organisation des Lagers gründeten die Firmen die „Wohn- und Verpflegungslager-Gemeinschaft eGmbH.“
In der ersten Ausbaustufe Mitte 1942 bestand das Lager aus zehn Baracken. Im September 1942 kamen weitere sechs Baracken hinzu. Zum Lagerkomplex gehörte außerdem eine Wirtschaftsbaracke, eine Entlausungsbaracke, Sanitäranlagen, Plätze zum Antreten und ein Splittergraben als Schutz bei Luftangriffen.
Die Baracken waren 51 × 10 m groß. Es gab jeweils vier Schlafräume, zwei Wasch-, zwei Aufenthaltsräume, einen Raum für Aufsichtspersonal und ein Krankenraum. Die Schlafräume hatten eine Fläche von 6,5 × 10 m. In diesen waren jeweils 25 Zwangsarbeiter in Doppelstockbetten untergebracht. Umgeben war das Lager mit Stacheldraht. Nachts wurden die Menschen in den Baracken eingeschlossen, um Wachpersonal einzusparen. Unter Bewachung wurden die Arbeitskräfte morgens zu den Fabriken geführt.
Im Dezember 1942 waren etwa 1200 Zwangsarbeiterinnen im Lager untergebracht. Diese waren unter anderem bei den Firmen Brökelmann, Jäger und Busse, Cosack, F.W. Brökelmann, Kaiser, Goeke, Ruhrmetall, Schröder&Co. und einigen weiteren Firmen beschäftigt. Sie wurden pauschal als Ostarbeiterinnen bezeichnet. Ab Februar 1943 wurden auch männliche Arbeitskräfte dort untergebracht.

## Ernährungslage
Die Ernährungslage war nach Berichten ehemaliger Zwangsarbeiter schlecht. „...und fast ohne Essen - Hunger, Hunger, ein unvergesslicher Hunger alle diese Zeit: Am Morgen dünner Kaffee (ohne nichts) mit Rüben eingebräunt, zum Mittagessen schrecklich Krautsuppe, zum Abendbrot Stücken Brot (aus Kraut und nass) und wieder Kaffee. Wie haben wir das ausgehalten?“ Als Ersatz für vollwertiges Brot wurde so genanntes „Russenbrot“ ausgegeben. Dieses bestand aus Roggenschrot, geschnitzelten Zuckerrüben, Zellmehl, Strohmehl oder Laub.
Die Ernährungslage war so schlecht, dass sie die Leistungsfähigkeit der Arbeiterinnen herabsetze. Die Unternehmen forderten daher von den Behörden für die Arbeiterinnen, die zwischen zehn und zwölf Stunden arbeiten mussten, die Langarbeitszulage zu gewähren. Der Kauf von zusätzlichen Lebensmitteln war fast nicht möglich. Man versuchte innerhalb des Lagers Tauschgeschäfte zu machen, selbst hergestellte Gegenstände mit den Deutschen gegen Lebensmittel zu tauschen oder zusätzlich zur normalen Arbeit bei deutschen Familien in Haus oder Garten für eine Mahlzeit zu arbeiten. Die recht hohe Zahl der behandelten Krankheitsfälle und die Zahl der Toten lässt vermuten, dass die Ernährung völlig unzureichend war.

## Möhnekatastrophe
In der Nacht vom 16. auf den 17. Mai 1943 zerstörten Flugzeuge der Royal Air Force im Rahmen der Operation Chastise die Staumauer der Möhnetalsperre. In Neheim wurde neben fast 200 Häusern und einigen Fabriken auch das Zwangsarbeitslager Möhnewiesen völlig zerstört. Joseph Hellmann, der Pfarrer der Pfarrei St. Johannes-Baptist in Neheim, berichtete: „Im Möhnetal waren für einige tausend Ausländer Baracken gebaut, die wie Spielzeughäuser von den Wogen fortgerissen wurden. Zum Teil wurden mit den Baracken auch die Bewohner fortgetragen. Eine dieser Baracken brach auseinander und sämtliche Insassen ertranken. Mehr als 30 Häuser – größtenteils 2- und 3- und mehrstöckige massive Bauten – wurden von den Fluten mitgerissen. Es war ein grausiger Anblick am anderen Morgen, die Zerstörungen anzusehen, die diese furchtbare Wasserkatastrophe angerichtet hatte und schrecklich faßte es einen ans Herz, wenn man sah und miterleben mußte, wie der Mann nach seiner Frau, die Kinder nach ihren Eltern, der Bruder nach der Schwester riefen.“
Die geborgenen Opfer der Katastrophe, sowohl Deutsche wie auch Zwangsarbeiter, wurden auf dem Möhnefriedhof in Neheim meist in Massengräbern beigesetzt. Die genaue Zahl der Opfer ist unklar, unter den Zwangsarbeiterinnen gab es mindestens 526 Tote.

## Gedenken
Die Künstlerin Astrid Breuer hat sich intensiv mit den Opfern auseinandergesetzt. Zusammen mit ihren Schülern erarbeitete sie eine Ausstellung mit künstlerisch verfremdeten Porträts einiger Opfer. Dafür wurde sie mit dem Jugendkulturpreis NRW 2018 geehrt. Aus dem Projekt ist eine Installation von großformatige Porträts auf Metallplatten entstanden, die an Pfeilern einer Autobahnbrücke hängen.